# Treinramp bij Brétigny-sur-Orge
De treinramp bij Brétigny-sur-Orge vond plaats op 12 juli 2013, dertig kilometer ten zuiden van Parijs op het station Bretigny in Bretigny-sur-Orge. Een gedeelte van de trein, Intercités 3657, ontspoorde en botste tegen de perrons. Hierbij kwamen zeven mensen om het leven en vielen tientallen gewonden.
De eerste berichten suggereren dat de Intercités-trein, die niet zou stoppen op het station, op hoge snelheid verongelukte. Nadat het derde en vierde rijtuig ontspoorden brak de trein in tweeën. De achterste vier rijtuigen botsten tegen een perron.
Deze treinramp is de ernstigste in Frankrijk sinds het ongeluk op Gare de Lyon in 1988, dat aan 56 mensen het leven kostte. De oorzaak wordt gezocht in een defecte wissel waarop de trein met hoge snelheid ontspoorde.

## Onderzoek
Deskundigen die het ongeluk onderzocht hebben, maakten in juli 2014 de conclusies bekend. Volgens hen verkeert het Frans spoorwegnet in een "nooit geziene slechte staat". Zij noemden de onderhoudswerken "onaangepast en onvoldoende" en zeiden dat de oorzaak van het ongeluk ligt bij slecht onderhoud. Zij bekritiseerden ook het personeelsbeleid van de spoorwegen.

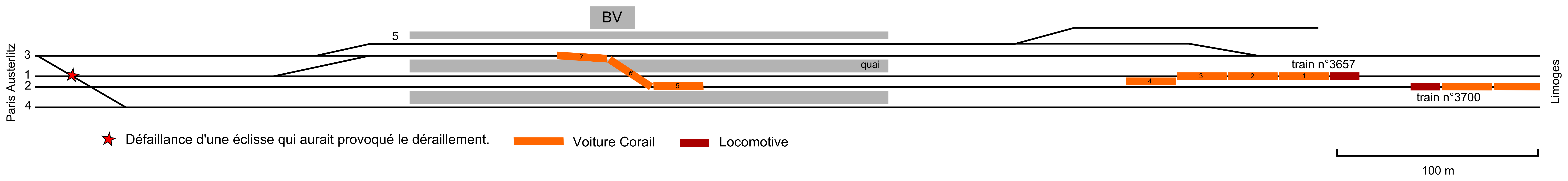
situatie van ongeval op station Bretigny